# Satellisation

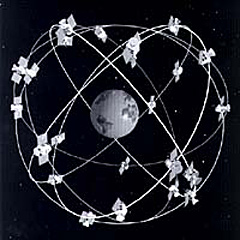
Satellites terrestres

La satellisation est l'action d'imprimer à un engin spatial un mouvement périodique autour d'un astre de masse prépondérante de sorte qu'il en devienne un satellite artificiel.
La satellisation désigne également le fait de devenir le satellite d'un astre. Ainsi, la forme pronominale «se satelliser» signifie «devenir le satellite d'un astre».
Les termes correspondants en anglais sont orbitation  et satellization.
Dans le cas d'une orbite circulaire la vitesse de satellisation est donnée par la formule :
{\displaystyle v={\sqrt {\frac {GM}{R}}}}
Où {\displaystyle G} est la constante gravitationnelle universelle (6,6742×10-11 m3·kg-1·s-2), {\displaystyle M} la masse de la planète, et {\displaystyle R} le rayon de l'orbite.